# Жена Гилона
Жена Гилона — неизвестная по имени жена Гилона, бабка афинского оратора и политического деятеля Демосфена по материнской линии.
В своей речи «Против Ктесифонта о венке», произнесенной в 330 году до н. э., Эсхин заявлял, что дед Демосфена Гилон, приговорённый к смерти за проступок против родного государства, бежав из Афин, прибыл на Боспор, где женился на женщине с большим приданым, «родом скифянке». В этом браке родились две дочери, одна из которых, стала матерью Демосфена. Плутарх в биографии Демосфена отметил, что не может ни подтвердить, ни опровергнуть слова Эсхина о том, что мать его политического оппонента была дочерью «варварки». Но другой противник Демосфена оратор Динарх также называл того «презренным негодяем и скифом».
Как отметила Скржинская М. В., Демосфен никак не попытался опровергнуть это утверждение, что подтверждает его родство с «богатой негреческой семьёй на Боспоре». По замечанию исследовательницы, непросто ответить на вопрос, происходила ли супруга Гилона на самом деле из скифов либо имела отношение к синдо-меотской знати, земли которых вошли в состав Боспорского царства. В глазах афинян скифами считались все неэллины, проживавшие на территории Северного Причерноморья. Само слово «скиф» также ассоциировалось с государственными рабами-полицейскими. Но сам Демосфен, очевидно, был афинским гражданином, статус которого, согласно закону 451 года до н. э., получали только дети полноправных афинян как по отцовской, так и материнской линиям. По предположению Скржинской, возможно, тесть Гилона приобрёл гражданство благодаря поставкам хлеба. Жебелёв С. А. посчитал, что жена Гилона относилась «к зажиточной туземной знати, рано уже с греческим населением Боспора слившейся и эллинизовавшейся», на что указывает и само имя её дочери — Клеобула.